# Staatsarchiv der Freien und Hansestadt Hamburg

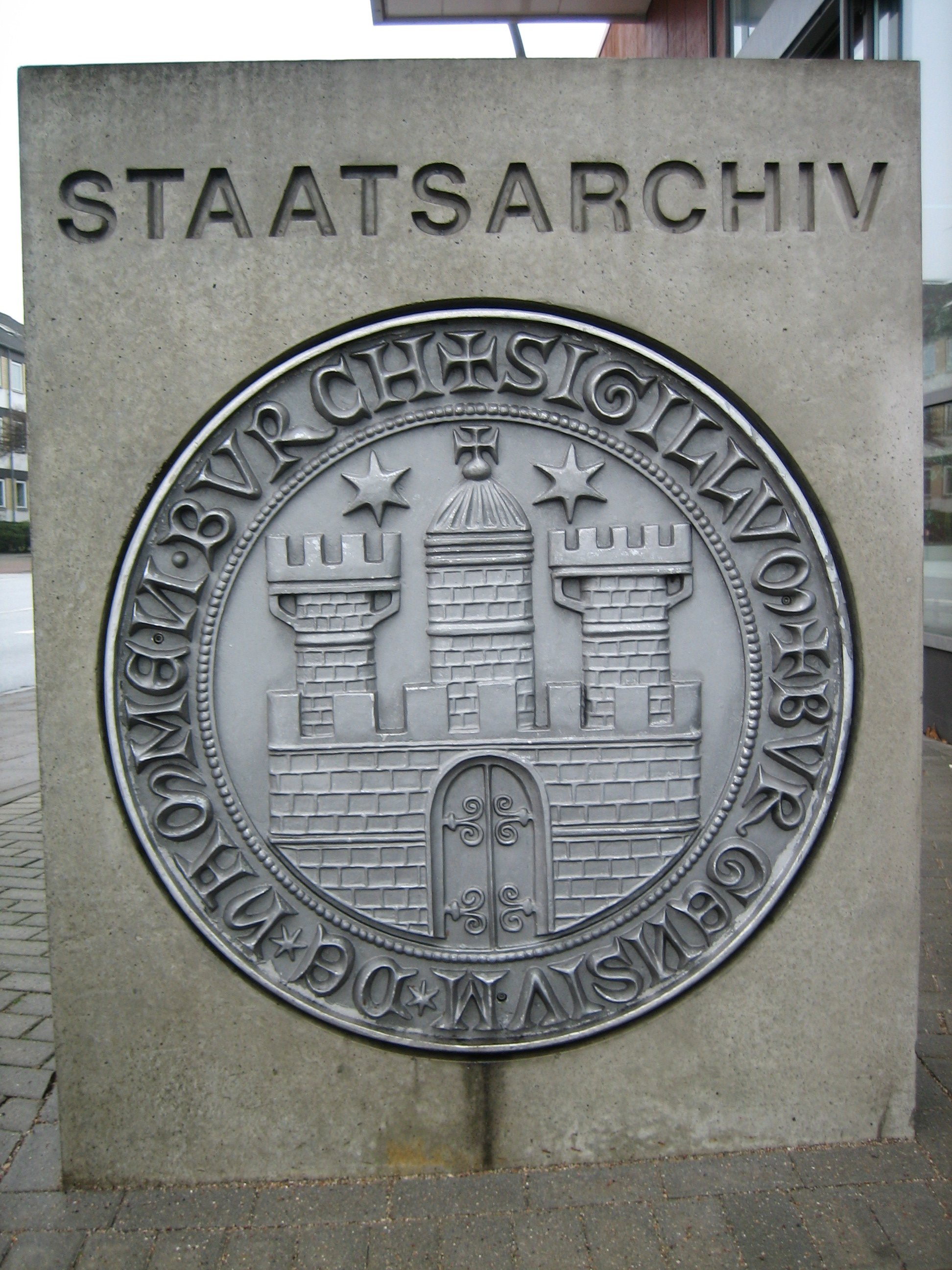
Wappen vor dem Staatsarchiv

Das Staatsarchiv der Freien und Hansestadt Hamburg in der Kattunbleiche in Hamburg-Wandsbek ist ein Amt der Behörde für Kultur und Medien. Es übernimmt im Stadtstaat sowohl die Aufgabe eines staatlichen als auch eines kommunalen Archivs.

## Geschichte
Ein städtisches Archiv, das unmittelbar vom Rat der Stadt beaufsichtigt wurde, ist erstmals 1293 urkundlich erwähnt. Die Leitung des Archivs wurde am 11. September 1710 hauptamtlich einem Mitglied des Senates übertragen, d. h. vom städtischen Archiv im Rathaus zum Ratsamt aufgewertet. Nicolaus Stampeel sorgte für eine erste Übersicht über die ungeordneten Akten.
Eigenständige Räumlichkeiten erhielt das Staatsarchiv erst mit dem Bau des neuen Rathauses, jedoch waren diese schnell belegt, weshalb bereits ab 1907 der Zuwachs wieder in provisorischen Unterkünften gelagert werden musste. Auf Initiative der Bürgermeister Paul Nevermann und Herbert Weichmann wurde nach Plänen des Architekten Bernhard Hermkes ein eigener Archivzweckbau an der ABC-Straße errichtet und 1972 eröffnet. Bereits nach 26  Jahren wurde dieses Gebäude aufgegeben, da die Asbestsanierung, Sanierung der Klimaanlage wegen gestiegener Energiekosten und eine Erweiterung einen Neubau kostengünstiger machten.
Das Archiv ist eines der ältesten Deutschlands. Im Jahr 2010 feierte es sein 300-jähriges Jubiläum und beschäftigt  56 Mitarbeiter (2024).

## Zuständige Senatssekretäre und wissenschaftliche Leiter
Nachstehende Personen hatten beziehungsweise haben seit dem 18. Jahrhundert die Leitung des Archivs inne:

### 18. Jahrhundert
- Nicolaus Stampeel
- Nicolaus Wilckens
- Franz von Som
- Jacob Schuback
- Michael Poppe
- Wilhelm Schlüter
- Vincent Dresky

### 19. Jahrhundert
- Vincent Dresky
- Johann Wilhelm Schütze
- Johann Martin Lappenberg
- Otto Adalbert Beneke
- Anton Bernhard Carl Hagedorn

### 20. Jahrhundert
- Anton Bernhard Carl Hagedorn
- Hans Nirrnheim
- Heinrich Theodor Reincke
- Hans-Adolf Kellinghusen
- Kurt Detlev Möller
- Erich Theodor von Lehe
- Jürgen Bolland
- Hans-Dieter Loose

### 21. Jahrhundert
- Udo Schäfer
- Christine Axer

## Aufgabe
Das Staatsarchiv sorgt für die Aufbewahrung, Pflege und Nutzung von Akten, Protokollen, Urkunden und Karten, die Hamburgs Geschichte erhellen.
Die Funktion des Archivs konzentrierte sich bis ins 19. Jahrhundert hauptsächlich auf praktisch-rechtliche Zwecke.
Eine Bearbeitung des vorhandenen Materials aus wissenschaftlichem Interesse begann erst mit dem Wirken des Archivars Johann Martin Lappenberg, der das Archiv für andere Forscher öffnete und die Archivbenutzung in Hamburg etablierte.

## Räumlichkeiten
Heute befindet sich das Archiv in der Kattunbleiche in Hamburg-Wandsbek. Der Neubau wurde nach einem Entwurf des Hamburger Architekten Jan Störmer errichtet. Das Archiv zog im Jahr 1998 vom Gebäude in der ABC-Straße hierher um. Der Komplex besteht aus dem fensterlosen Magazin mit der eisblauen Glasfassade sowie dem Verwaltungs- und Nutzungstrakt. Im Obergeschoss des Verwaltungsgebäudes befinden sich zudem die Geschäftsräume und die Bibliothek des Vereins für Hamburgische Geschichte.

### Bestand

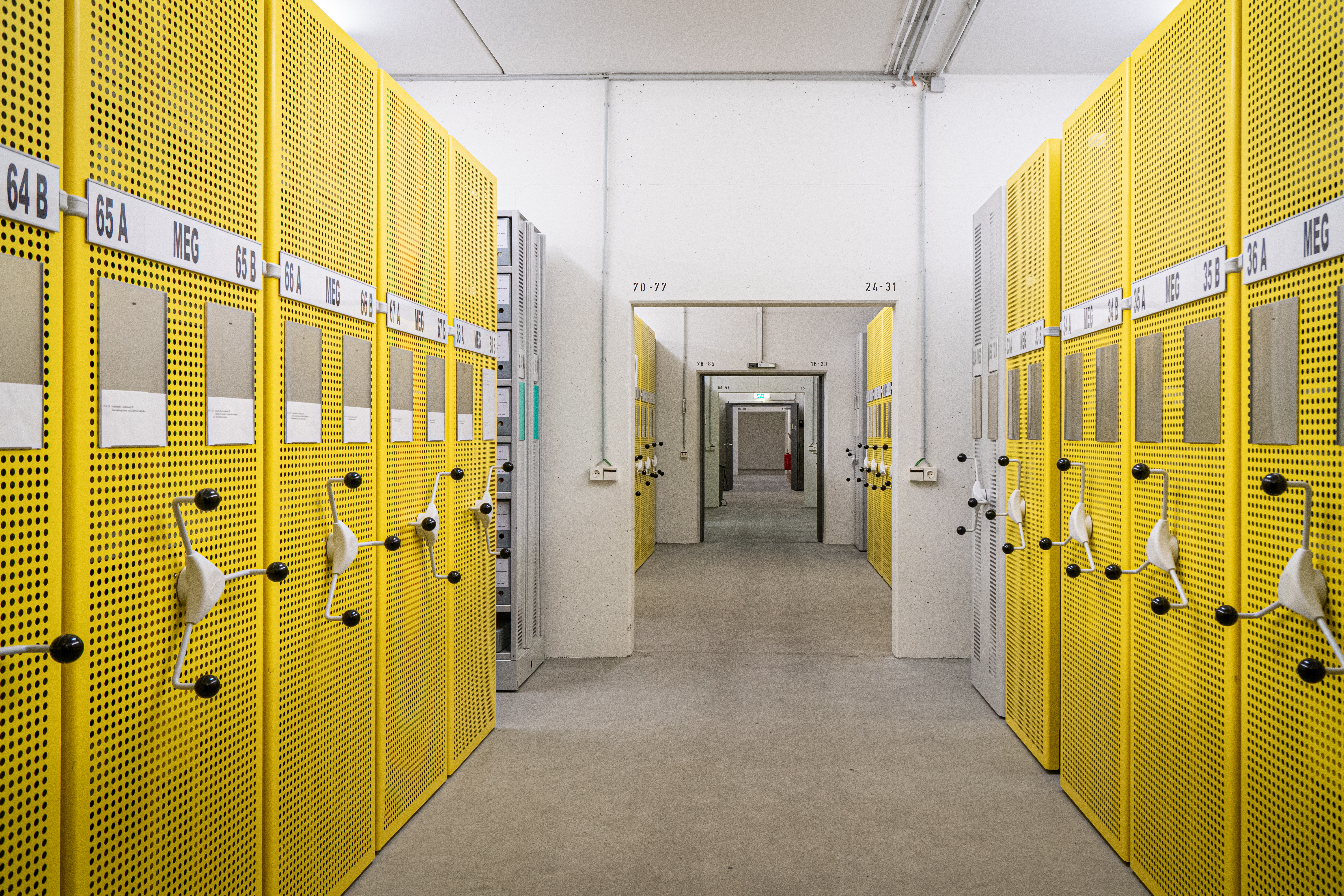
Magazin des Staatsarchivs Hamburg

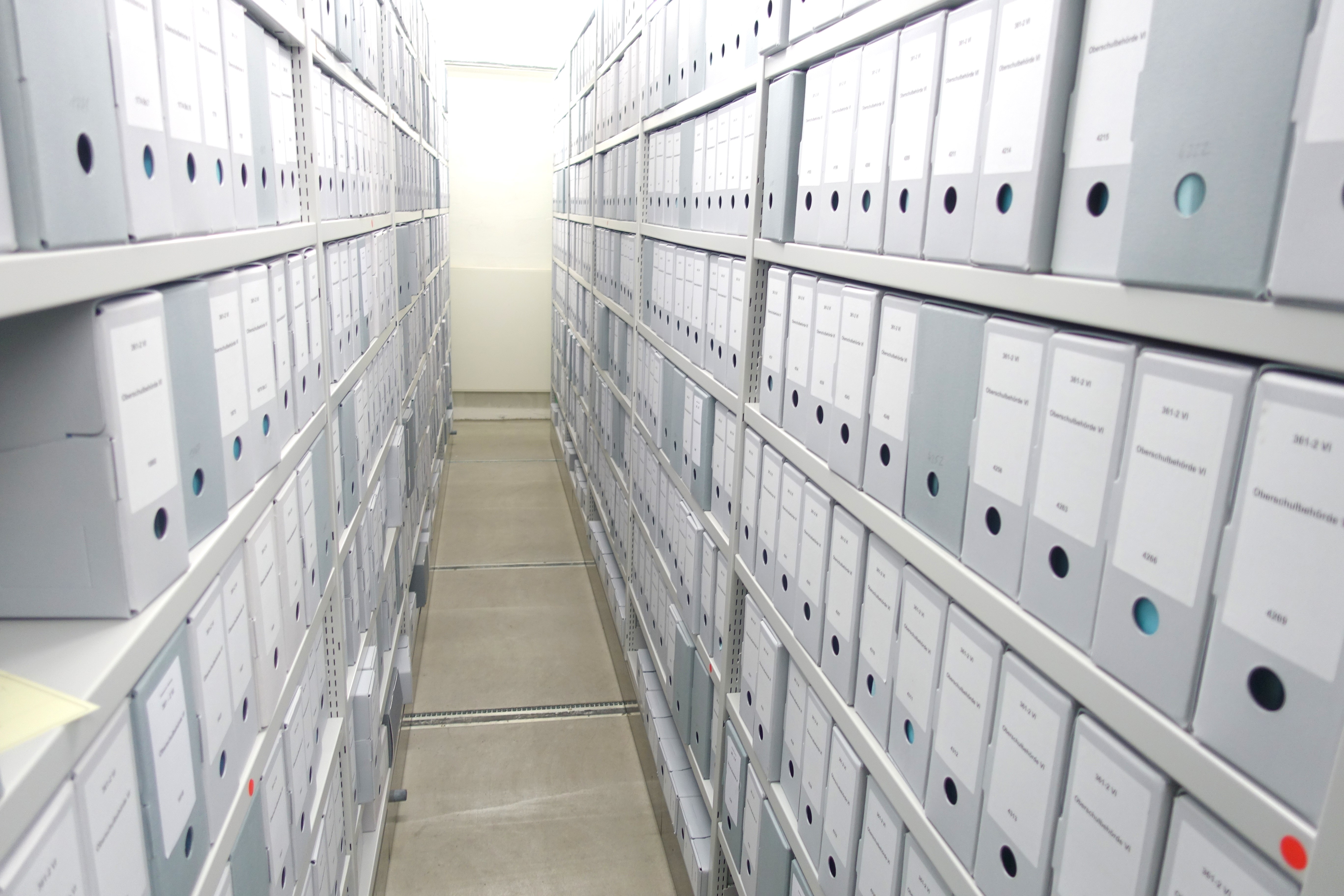
Aktenordner zur Aufbereitung und Ablage der Materialien

Der Bestand umfasst etwa 40.000 laufende Regalmeter, 9.000 Urkunden, 3 Mill. Karten, Pläne und Fotos die in über 2.800 Bestände (Einzelarchive) gegliedert sind. Folgende Datenträger sind vertreten: Handschriften, Manuskripte, Siegel, Verträge, Fotografien und Bücher. 1958 wurde die heute bestehende Tektonik der Archivbestände eingeführt, die sich in 7 Sachgruppen gliedert:
1. Regierung, Volksvertretung, Allgemeine und Innere Stadtverwaltung
2. Rechtspflege
3. Fachverwaltung
4. Gebietsverwaltung
5. Religionsgemeinschaften
6. Vereinigungen und Personen
7. Sonderbestände

Eine detailliertere Übersicht der gespeicherten Bestände des Staatsarchivs nach Gebieten und Ämtern ist in der Kommentierte Übersicht über die Bestände des Staatsarchivs der Freien und Hansestadt Hamburg dokumentiert.

### Bestandsverluste
Bestandsverluste entstanden aufgrund des Großen Brandes von 1842. Während des Zweiten Weltkrieges und der Sturmflut von 1962 kam es zu Verlusten im Registraturgut der Ämter, das Archiv an sich blieb aber unversehrt. Planmäßige Aktenvernichtung der NS-Dienststellen vor der Kapitulation hat zudem Überlieferungslücken entstehen lassen.
Über 1.500 mittelalterliche und neuzeitliche Dokumente wurden 1942/43 zum Schutz vor der Bombardierung nach Sachsen ausgelagert, kamen kriegsbedingt in Moskauer Archive und wurden im Herbst 1990 an das Hamburger Archiv zurückgegeben.
Im Sommer 2018 wurde bekannt, dass das Staatsarchiv rund eine Million Todesbescheinigungen aus den Jahren 1876 bis 1953 als nicht archivwürdig eingestuft und geschreddert hatte. Zur Begründung hieß es, dass es sich um „Parallelüberlieferungen“ zu anderen Beständen gehandelt habe und den Bescheinigungen daher „kein bleibender Wert zuerkannt“ worden sei. Historiker wie der Vorsitzende des Vereins für Hamburgische Geschichte, Rainer Nicolaysen, widersprachen dieser Einschätzung allerdings und wiesen darauf hin, dass die Bescheinigungen insbesondere für die Aufklärung von NS-Verbrechen von großer Bedeutung gewesen seien, weil sie Informationen enthielten, die in anderen Akten nicht enthalten seien. Der Vorsitzende der Arbeitsgemeinschaft ehemals verfolgter Sozialdemokraten, Wolfgang Kopitzsch, forderte eine lückenlose Aufklärung und eine konsequentere Dienst- und Fachaufsicht, um weitere Fehlentscheidungen zu verhindern.

### Lesesaal
Einzelne Dokumente und Bände können, nachdem sie aus dem Archiv bestellt wurden, im Lesesaal eingesehen werden. Der Zugang zu den Beständen wird durch eine archivfachliche Beratung und durch Findbücher unterstützt. In einem Benutzungsantrag werden Benutzungsvorhaben und Benutzungszweck erfragt. Wegen der Schutzfristen nach § 5 HmbArchG sind nicht alle Dokumente zugänglich.
Im Lesesaal sind Hamburger Adressbücher, Meldeunterlagen der Verzogenen und Verstorbenen von 1892 bis 1925 und von 1943 bis 1945 sowie eine Steuer- und Wahlkartei von Groß-Hamburg vom 24. Juli 1943 auf Mikrofilm einsehbar. Außerdem gibt es „Sterbebücher“ mit den Namen der Verstorbenen bis 1979. Per Computer kann im Bibliothekskatalog nach Büchern im Staatsarchiv gesucht werden.

### Mitnutzung des Niedersächsischen Landesarchivs, Standort Stade
Einer der sieben Standorte des Niedersächsischen Landesarchivs befindet sich in Stade. Hamburg nutzt dort 20 der 50 Regalkilometer zur Lagerung u. a. seiner Grundbücher und Grundakten.

## Weitere Archive in Hamburg
Ergänzende Unterlagen zur Geschichte und Struktur der Stadt Hamburg befinden sich in folgenden Archiven:
- Diözesanarchiv Hamburg
- Hamburgisches Architekturarchiv
- Kirchenarchiv des Kirchenkreises Hamburg-Ost
- Hanseatisches Wirtschaftsarchiv

Außerdem existiert, zum Teil bereits seit den 1980ern, eine Reihe von privaten Stadtteilarchiven.